# Paitobius carolinae
Paitobius carolinae är en mångfotingart som först beskrevs av Chamberlin 1911.  Paitobius carolinae ingår i släktet Paitobius och familjen stenkrypare. Inga underarter finns listade i Catalogue of Life.